# Niederkappel
Niederkappel è un comune austriaco di 1 006 abitanti nel distretto di Rohrbach, in Alta Austria.